# Кведер, Виталий Владимирович
Виталий Владимирович Кве́дер (род. 3 октября 1949, Чкалов) — советский и российский физик, доктор физико-математических наук (1986), член-корреспондент РАН (2006), академик РАН (2019). Директор ИФТТ РАН (2002—2017), академик-секретарь Отделения физических наук (с 2022), член ряда комиссий, советов и иных авторитетных органов РАН.

## Биография
В 1972 г. окончил факультет общей и прикладной физики МФТИ. 
С 1972 года — научный сотрудник Института физики твёрдого тела РАН (ИФТТ РАН).
С 2002 по 2017 годы — директор ИФТТ РАН. 
Член Совета по нанотехнологиям Российской академии наук.
Президент Международного союза фундаментальной и прикладной физики.
В настоящее время является координатором программы РАН «Физика новых материалов и структур».

## Научный вклад
Областью исследований Кведера стала физика полупроводников. Он был пионером в изучении электронных свойств дислокаций и других многомерных дефектов решётки  в полупроводниках. Таким образом, он внёс значительный вклад в разработку дефектоскопии кремния, что приобрело большое практическое значение для фотоэлектрической энергетики. 
Он также сыграл ведущую роль в исследовании фуллеренов. Он обнаружил и исследовал одномерный вариант эффекта Рашбы и показал, что этот эффект является эффективным инструментом для изучения электронных состояний многомерных разломов решётки и других наноразмерных систем.
Он исследовал процессы рекомбинации электронов и дырок на дислокациях, включая спинозависимые процессы, а также взаимодействие легированных инородных атомов  с дислокациями в кремнии и влияние легированных примесей на электронные свойства дислокаций. 
Он является соавтором многих публикаций (см. ссылки). Его индекс Хирша составляет 21.

## Общественная деятельность
В 2010 году входил в Комиссию РАН по проведению экспертизы работ предпринимателя В.И. Петрика, предложившего со ссылками на напоминающие научные доводы ряд технологий (в т.ч. для широкого использования населением для очистки воды). В целом ряде случаев Комиссия не подтвердила утверждения Петрика, указав на грубые ошибки в их научном объяснении и обосновании, в других (как предложение об использовании наноматериалов для фильтров воды) указала не только на бесполезность, но и на заметную опасность применения этой технологии для здоровья населения.

## Диссертации
- Кведер, Виталий Владимирович. Исследование дислокаций в кремнии методом ЭПР и высокочастотной проводимости : диссертация ... кандидата физико-математических наук : 01.04.07. - Москва, 1977. - 135 с. : ил.
- Кведер, Виталий Владимирович. Спинозависимые электронные свойства дислокаций в кремнии : диссертация ... доктора физико-математических наук : 01.04.07. - Черноголовка, 1986. - 310 с.